# Provinzen Mosambiks

Provinzen von Mosambik

Mosambik ist in zehn Provinzen (províncias) und die Hauptstadt Maputo mit Provinzstatus unterteilt:
| Provinzen Mosambiks | Provinzen Mosambiks | Provinzen Mosambiks | Provinzen Mosambiks | Provinzen Mosambiks |
| ------------------- | ------------------- | ------------------- | ------------------- | ------------------- |
| Nr.                 | Name                | Einwohnerzahl 2017  | Größe in km²        | Hauptstadt          |
| 1                   | Cabo Delgado        | 2.333.278           | 82.625              | Pemba               |
| 2                   | Gaza                | 1.446.654           | 75.709              | Xai-Xai             |
| 3                   | Inhambane           | 1.496.824           | 68.615              | Inhambane           |
| 4                   | Manica              | 1.911.237           | 61.661              | Chimoio             |
| 5                   | Maputo-Stadt        | 1.101.170           | 602                 | Maputo              |
| 6                   | Maputo              | 2.507.098           | 25.756              | Matola              |
| 7                   | Nampula             | 6.102.867           | 81.606              | Nampula             |
| 8                   | Niassa              | 1.865.976           | 129.056             | Lichinga            |
| 9                   | Sofala              | 2.221.803           | 68.018              | Beira               |
| 10                  | Tete                | 2.764.169           | 100.724             | Tete                |
| 11                  | Zambezia            | 5.110.787           | 105.008             | Quelimane           |

Die Provinzen sind inzwischen in insgesamt 141 Distrikte unterteilt. Siehe hierzu auch die Liste der Distrikte von Mosambik.
Seit 2009 werden die Regierungen der Provinzen in allgemeinen Wahlen gewählt. Die Provinzwahlen in Mosambik 2009 wiesen allerdings deutliche Defizite bei den demokratischen Standards auf (demokratische Defizite).

## Weblink
- Provinces of Mozambique Statoids.com